# Глухомановский
Глухомановский — хутор в Обливском районе Ростовской области.
Входит в состав Обливского сельского поселения.

## География
Ну хуторе имеются две улицы — Кленовая и Озерная.

## Население
| 2010 |
| ---- |
| 120  |

### Известные люди
В хуторе родился Ороховатский, Ефим Савельевич — Герой Советского Союза.